# عبد الرضا كاهاني
عبد الرضا كاهاني (1973، نيسابور، خراسان رضوي) مخرج سينمائي وكاتب سيناريو إيراني، يعتبر واحدا من أهم رموز السينما المستقلة في إيران.

## أفلام أخرجها
| السنة | العنوان بالإنجليزية        | عنوان أصلي          | عنوان عربي            |
| ----- | -------------------------- | ------------------- | --------------------- |
| 2002  | Travellers Of Need         | مسافران نياز        | المسافرون الحاجة      |
| 2003  | Empty Hands                | دست هاي خالي        | الأيدي الفارغة        |
| 2004  | Dance with the Moon        | رقص با ماه          | الرقص مع القمر        |
| 2005  | Crueltyville               | ظلم آباد            | دار الظلم             |
| 2007  | Adam                       | آدم                 | آدم                   |
| 2008  | Over There                 | آن جا               | هناك                  |
| 2009  | Twenty                     | بيست                | عشرون                 |
| 2010  | Nothing                    | هيچ                 | لا شيء                |
| 2011  | Absolutely Tame Is a Horse | اسب حيوان نجيبي است | الحصان هو حيوان منصاع |
| 2012  | By No Reason               | بي خود وبي جهت      | بلا دليل وهدف         |
| 2014  | We have got time           | On a le temps       | مازال لدينا الوقت     |

## وصلات خارجية
- عبد الرضا كاهاني على موقع IMDb (الإنجليزية)
- عبد الرضا كاهاني على موقع أول موفي (الإنجليزية)
- عبد الرضا كاهاني على موقع قاعدة بيانات الفيلم (الإنجليزية)
- عبد الرضا كاهاني على موقع كينوبويسك (الروسية)

- عبدالرضا كاهاني في إنترنت موفي داتابيز

- عبد الرضا كاهاني على موقع IMDb (الإنجليزية)
- عبد الرضا كاهاني على موقع أول موفي (الإنجليزية)
- عبد الرضا كاهاني على موقع قاعدة بيانات الفيلم (الإنجليزية)
- عبد الرضا كاهاني على موقع كينوبويسك (الروسية)